# Alano di Mosca

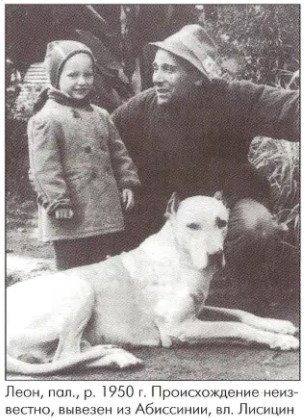
Alano di Mosca 1950

Il Mosca Great Dane o alano di Mosca (российских догов) è stato un cane allevato presso l'allevamento Krasnaya Zvezda insieme a privati cittadini in URSS.
La razza era il risultato di incroci mirati tra alani e cani East European Shepherd, incroci mirati ad aumentare l'acclimatamento al clima russo dei cani di grande taglia.

## Storia
L'obbiettivo specifico della selezione era quelli di ottenere un cane potente e snello, di grossa taglia, con un mantello più lungo di un alano e con un sottopelo spesso, grazie al quale tollerare il freddo per essere utilizzato nell'ambiente russo.
I primi esemplari furono un cane blu chiamato Trofen (allevamento proprietario "Krasnaya Zvezda") e Alma (proprietario Galanin). Da loro nel 1947 è stata ottenuta una cucciolata, che ha dato i principali produttori degli anni '50.
Venne raggiunto un buon risultato circa la struttura fisica gli animali avevano un buon pelo con abbondante sottopelo e una buona struttura fisica. Gli aspetti psichici erano però carenti; inoltre erano spesso malati e con una vita corta. Pertanto negli anni 80 fu deciso la soppressione della ricerca e selezione della razza.